# 回归年
回歸年（tropical year），也稱為太陽年（solar year），是由地球上觀察，太阳平黄经变化360°，即太陽再回到黃道（在天球上太陽行進的軌道）上相同的點所經歷的時間。相對於分點和至點，精確的時間取決於你在黃道上所選擇的點：從北半球的春分點，四個基礎點之一，開始的稱為春分點年；對在黃道上所有的點取平均值的年稱為平回歸年。歲實是中國用的回歸年，是從冬至再回到冬至所經歷的時間。
在地球上，人類注意到回歸年的進展，從太陽緩慢的由南向北和再回頭的運動，希臘人由帶有「轉動」意義的tropos引申出「tropical」這個字，中文的意思就是「回歸」。太陽運行到最北邊和最南邊的回歸分別由北回歸線和南回歸線標示，也是仍能看見「日正當中」的緯度。太陽位置可以由每天正午時指時針（一根垂直的柱子或棍子：圭）影子的長短來測量，這是測量每年長度最自然的方法：以日照來確認季節。
因為春分點受到進動的影響在黃道上退行，因此回歸年比恆星年短一點，在2000年兩者相差20.409分，在1900年是20.400分。
回归年是制定各种阳历（含现行公历）和阴阳历的基础，中国传统历法中將冬至點測量的一回歸年稱做一“歲”。
1回归年 = 365.2421990741日 = 365天5小时48分46秒
回歸年，地球圍繞太陽公轉＜360°。因回歸年比恒星年短20分24秒，經過計算，地球在20分24秒的時間裏，地球圍繞太陽少公轉約50.260角秒，所以回歸年地球圍繞太陽公轉的角度是；360°—50.260角秒=359度59分9角秒740毫角秒。
由於回歸年比恒星年短20分24秒，所以在25786年（365.2421990741*1440/20.4）的时间里退行一周，這就是歲差週期。

## 細微的區別
由於地球和月球重力的攝動和地球在橢圓形的公轉軌道上速度不均，地球在軌道上的運動不規則。因此太陽連續兩次通過黃道上選定點所花的的時間會因為選定的點的不同而改變。此外，晝夜平分點在軌道上的位置也會因為歲差而改變，結果是（下面再解釋）一個回歸年的長度會與在黃道上所選擇的太陽必須回歸的點有關聯（在測量時，會與分點的移動一起改變）。
所以天文學家定義的“平回歸年”是黃道上所有點的回歸年的平均長度，他的長度是365.24219日（公制）。除此之外，回歸年以黃道上的特殊點作了明確定義：最特別的是春分點年，以太陽在春分點做為起點與終點，它的長度是365.2424天。
對於其他的複雜變化，我們可以選擇如何"固定一天的長度"來測量時間：公制的86400秒、定義的原子時、以月亮和行星運動定義的力學時、平太陽日、或地球相對於太陽的自轉。如果使用時鐘來測量平太陽日的時間，相對於使用日晷測定得到的時鐘日，可以得到較長的穩定性。在一年的期間內，因為太陽日的長度每天都會變化，如同均時差所顯示的，所以必須使用平太陽日。
有如在Error in Statement of Tropical Year的例子，使用「平回歸年」取代上面所提到的「分點年」，嚴格來說是一種錯誤。"回歸年"只能用天文上專業的術語「平回歸年」，紐康的樣式，365.24219天（公制）來取代。分點年的365.2424平太陽日也很重要，因為他是大部分太陽曆的基礎，但是他不是現代天文學中的「回歸年」。
分點年的平太陽日數在數千年的期間內會在365.2424至365.2423之間震盪，但大部分的時段是365.2424天。這種長期的穩定是個很好的機會，因為在這個時代有自轉的減速、平均軌道的加速、和地球軌道形狀與公轉狀態的改變對春分點的影響，幾乎都互相抵銷掉了。
相對的，使用公制測量的平回歸年會逐漸縮短，在西元200年它的值是365.2423天，而現在的值是365.2422天。

## 現代的平均值
以曆元J2000.0（2000年1月1日）地球時為基準，由Moisson經由完整的分析，最後測定的回歸年長度是：
365.242 190 419 SI days
由Meeus在較早時所做的完整解的值是：
〈這個值考量了線性的變化和其他與黃道有關的年〉
365.242 189 670天〈公制〉。
由於歲差的變動和地球軌道的變化（例如潮汐減速使地球自轉角速度漸漸變慢），回歸年的長度會作平穩的改變。這項線性的變化可以用多項式即時的表示：
差值〈天〉 = −0.000 000 061 62×天數〈自2000年起以儒略年顯示的天數〉
或是每年約5mS，這意味著2000年來回歸年的長度已經增長了10秒。
註：此處和後續的公式中，一天的長度都採用86400秒〈公制〉，與使用2000年歷元起算的儒略年〈365.25天〉。時間的標示是以曆表時為基礎的地球時〈取代之前使用的曆表時〉，與世界時不同，會跟隨著變化莫測的地球自轉適時的修正。兩者之間的差異〈雖小但會累積，稱為ΔT〉會依據在地球上每日例行的觀測去修正，以應用在像歷法、天文學史的研究以及食的觀測。

## 不同的長度
如同前面所提的，回歸年的長度因為進動比恆星年短。
分點的進動是很穩定的但太陽的速度在一年中明顯的有所不同，當地球在軌道的近日點時（目前在1月3日至4日），他的運動速度會比平均速度快（從地球看太陽也是如此）；
因此在黃道上進動造成分點與前一年分點位置的退行角度差變化不大，但是時間差會比較快一點（回歸年與恆星年的差額較小），而在這個點上測量的"回歸年"便會比平均值長一點。
在實際的情形則是測量太陽回至冬至點的回歸年（日期在12月21日至22日），與近日點非常接近。
反過來，夏至點接近遠日點，這時太陽在軌道上運行的速度比平均速度慢，因此需要比較長的時間才能（由歲差）到達（前一年的）定點（與在冬至點時經過相同的角距離），所以測量的回歸年長度短於平均值。以晝夜平分點測量的值介於其間，而且現在測量的平回歸年的長度也與上述的值接近。晝夜平分點相對於近日點繞行完整一周的時間（大約在21,000年），回歸年的長度也會隨同選擇的定點，在平回歸年的長度附近震盪。
目前在黃道上回到各主要點的回歸年值和他們每年的變化如下式：
- 春分點：365.24237404 + 0.00000010338×a days
- 夏至點：365.24162603 + 0.00000000650×a days
- 秋分點：365.24201767 − 0.00000023150×a days
- 冬至點：365.24274049 − 0.00000012446×a days

注意這4個點的平均值是公制365.2422天（平回歸年），以秒為單位來測量時，這些數值會越來越小，也意味著年會越來越短。現在，以秒為單位來測量實際的一天，正在緩慢且穩定的增長，所以一年確實的天數也正在逐漸減少。

## 曆年

### 曆法的規則和春分點
回歸年最有趣的是如何保持曆年與季節起點的同步，所有進步的太陽曆都源自於古埃及算術的曆法。這意味著設立簡單的規則就可以達到最好的天文數值。
不过在阅读以下内容时，请读者注意，尽管儒略历、格历以及伊朗历、现代印度历都测量春分点，但中国历法其实是定冬至点的（《山海經》的「大荒東經」與「大荒西經」以神話語境分別記載6座日出之山與日落之山，按南北走向排列，最南位置乃冬至標誌山，最北位置乃夏至標誌山）。另外古埃及历法实际上其岁首跟天狼星有关，并非定春分点。古希腊有不少城邦以夏至（比如雅典）或者秋分为岁首。
在太陽曆的歷史上有5個著名的規則（估計的）被使用過，被使用或是被建議：
| 曆法制定者               | 平均天數               | 平均天數           | 相當於何時的一回歸年     |
| ------------------------ | ---------------------- | ------------------ | ------------------------ |
| 古埃及、晚商             | 365                    | = 365. 000 000 000 | 非常遠古（數百萬年）     |
| 凱撒、战国古六歷（中国） | 365 + ¼                | = 365. 250 000 000 | 數十萬年前               |
| 教皇格里哥利13世、郭守敬 | 365 + ¼ - 3/400        | = 365. 242 500 000 | 大約西元前4000年         |
| Khayyam                  | 365 + 8/33             | = 365. 24 24 24 24 | 大約西元1000年           |
| 在曆元2000.0的平回歸年   | 在曆元2000.0的平回歸年 | = 365. 242 190 419 | 西元2000年               |
| von Mädler               | 365 + ¼ - 1/128        | = 365. 242 187 500 | 預估在2024年至2048年之間 |

| 西元2001—2048年的春分點 地球時（與世界時的差值超過1分鐘） |    |       |  |      |    |       |  |      |    |       |  |      |    |       |
| 2001                                                      | 20 | 13:32 |  | 2002 | 20 | 19:17 |  | 2003 | 21 | 01:01 |  | 2004 | 20 | 06:50 |
| 2005                                                      | 20 | 12:35 |  | 2006 | 20 | 18:27 |  | 2007 | 21 | 00:09 |  | 2008 | 20 | 05:50 |
| 2009                                                      | 20 | 11:45 |  | 2010 | 20 | 17:34 |  | 2011 | 20 | 23:22 |  | 2012 | 20 | 05:16 |
| 2013                                                      | 20 | 11:03 |  | 2014 | 20 | 16:58 |  | 2015 | 20 | 22:47 |  | 2016 | 20 | 04:32 |
| 2017                                                      | 20 | 10:30 |  | 2018 | 20 | 16:17 |  | 2019 | 20 | 22:00 |  | 2020 | 20 | 03:51 |
| 2021                                                      | 20 | 09:39 |  | 2022 | 20 | 15:35 |  | 2023 | 20 | 21:26 |  | 2024 | 20 | 03:08 |
| 2025                                                      | 20 | 09:03 |  | 2026 | 20 | 14:47 |  | 2027 | 20 | 20:26 |  | 2028 | 20 | 02:19 |
| 2029                                                      | 20 | 08:03 |  | 2030 | 20 | 13:54 |  | 2031 | 20 | 19:42 |  | 2032 | 20 | 01:23 |
| 2033                                                      | 20 | 07:24 |  | 2034 | 20 | 13:19 |  | 2035 | 20 | 19:04 |  | 2036 | 20 | 01:04 |
| 2037                                                      | 20 | 06:52 |  | 2038 | 20 | 12:42 |  | 2039 | 20 | 18:34 |  | 2040 | 20 | 00:13 |
| 2041                                                      | 20 | 06:08 |  | 2042 | 20 | 11:55 |  | 2043 | 20 | 17:29 |  | 2044 | 19 | 23:22 |
| 2045                                                      | 20 | 05:09 |  | 2046 | 20 | 11:00 |  | 2047 | 20 | 16:54 |  | 2048 | 19 | 22:36 |
| 來源：Jean Meeus                                          |    |       |  |      |    |       |  |      |    |       |  |      |    |       |